# Anton Awdiejew
Anton Aleksiejewicz Awdiejew (ros. Антон Алексеевич Авдеев, ur. 8 sierpnia 1986 w Woskriesiensku) – rosyjski szpadzista, mistrz świata i trzykrotny medalista mistrzostw Europy.
W 2003 roku zdobył brązowy medal w indywidualnej rywalizacji kadetów na mistrzostwach świata juniorów w Trapani. Zdobył też drużynowo złote medale na mistrzostwach świata juniorów w Płowdiwie w 2004 roku i mistrzostwach świata juniorów w Linzu w 2005 roku i srebrny na mistrzostwach świata juniorów w Taebaek w 2006 roku.
Podczas mistrzostw świata w Antalyi w 2009 roku wywalczył złoty medal w rywalizacji indywidualnej. W finale pokonał Włocha Matteo Tagliariola. Był też między innymi czwarty w rywalizacji drużynowej na mistrzostwach świata w Paryżu (2010) i mistrzostwach świata w Kazaniu (2014).
Wystartował na igrzyskach olimpijskich w Pekinie w 2008 roku, gdzie zajął 22. miejsce w turnieju indywidualnym. Brał też udział w igrzyskach olimpijskich w Rio de Janeiro w 2016 roku, gdzie był siódmy drużynowo i piętnasty indywidualnie.
Zdobył brązowy medal w turnieju indywidualnym na mistrzostwach Europy w Gandawie (2007). Zdobył też brązowe medale w zawodach drużynowych na mistrzostwach Europy w Sheffield (2011) i mistrzostwach Europy w Strasburgu (2014).